# روابط چین و عربستان سعودی
روابط چین و عربستان سعودی (چینی: 中沙关系، عربی: العلاقات السعودیة الصینیة) به روابط دوجانبه فعلی و تاریخی بین جمهوری خلق چین (PRC) و پادشاهی عربستان سعودی اشاره دارد. اولین جلسه رسمی چین و عربستان در نوامبر ۱۹۸۵ در عمان و پس از چندین سال تماس شدید بین دو کشور برگزار شد. دو دولت در ۲۱ ژوئیه ۱۹۹۰ روابط رسمی دیپلماتیک برقرار کردند. تا قبل از دهه ۱۹۹۰، روابط دوجانبه بین عربستان سعودی و جمهوری خلق چین وجود نداشت. در سال ۱۹۷۵، عربستان سعودی علیرغم تمایل جمهوری خلق چین به برقراری روابط و پذیرش سیاست‌های عربستان سعودی، از به رسمیت شناختن جمهوری خلق چین به عنوان یک کشور خودداری کرد. گفته می‌شود که «نفت ستون فقرات این رابطه است»، در حالی که عربستان سعودی مدت‌ها برای فروش تسلیحات به چین متکی بوده‌است، از جمله سلاح‌هایی که سابقاً نمی‌توانستند از جایی به دست آورند.
چین و عربستان سعودی متحدان نزدیک و استراتژیک هستند و روابط بینشان به‌طور قابل توجهی گرمتر شده‌است. در یک نظرسنجی عمومی در سال ۲۰۱۵، ۶۱٫۳ درصد از عربستانی‌ها دیدگاه مثبتی نسبت به چین داشتند که ۳۴٫۲ درصد بسیار مطلوب بودند، در حالی که تنها ۲۸٫۵ درصد نامطلوب بودند. چین و عربستان سعودی همکاری خود را در بخش انرژی و مالی، ابتکار یک کمربند یک جاده افزایش داده‌اند، و قراردادهای متعددی را در چندین زمینه امضا کرده‌اند. ملک سلمان و ولیعهد محمد بن سلمان همچنین اشاره کردند که چین می‌تواند ردپای دیپلماتیک خود را در خاورمیانه تقویت کند و در عین حال اظهار داشتند که «عربستان سعودی مایل است با چین برای ارتقای صلح، امنیت و رفاه جهانی و منطقه ای سخت کار کند.»

## حقوق بشر
در ژوئیه ۲۰۱۹، سفیران سازمان ملل متحد از ۳۷ کشور، از جمله عربستان سعودی، نامه مشترکی را به شورای حقوق بشر سازمان ملل متحد امضا کردند که در آن از رفتار چین با اویغورها و سایر گروه‌های اقلیت مسلمان در منطقه سین کیانگ دفاع می‌کند.
در ژوئن ۲۰۲۰، عربستان سعودی یکی از ۵۳ کشوری بود که از قانون امنیت ملی هنگ کنگ در سازمان ملل حمایت کرد.

## تجارت و سرمایه‌گذاری

کشورهایی که اسناد همکاری مربوط به طرح کمربند و جاده را امضا کردند

تجارت چین و عربستان از سال ۲۰۰۰ به میزان قابل توجهی افزایش یافته‌است. تنها در سال ۲۰۰۵، تجارت ۵۹ درصد افزایش یافت و به عربستان سعودی اجازه داد تا برای اولین بار از آنگولا به عنوان بزرگ‌ترین منبع نفت چین پیشی بگیرد. ملک عبدالله پس از نشستن بر تخت در سال ۲۰۰۵، یک سیاست تجاری طرفدار آسیا و «نگاه به شرق» را در پیش گرفت و بیش از نیمی از نفت عربستان به آسیا رفت. شرکت صنایع پایه عربستان سعودی (سابک) به تنهایی سالانه بیش از ۲ میلیارد دلار پتروشیمی به چین صادر می‌کند. در سال ۲۰۰۸، تجارت دوجانبه چین و عربستان به ارزش ۳۲٬۵۰۰٬۰۰۰٬۰۰۰ یورو بود که عربستان سعودی را به بزرگ‌ترین شریک تجاری چین در غرب آسیا تبدیل کرد. در سه‌ماهه اول سال ۲۰۱۰، صادرات نفت عربستان به چین به بیش از یک میلیون بشکه رسید است که از صادرات به ایالات متحده بیشتر شد. با افزایش عظیم تجارت چین و عربستان سعودی، عربستان سعودی به عنوان یک سرمایه‌گذار قابل توجه در چین ظاهر شده‌است. سعودی‌ها مشتاق سرمایه‌گذاری در پروژه‌های مرتبط با صنعت نفت چین به عنوان راهی برای تضمین وضعیت خود به عنوان تأمین کننده بزرگ نفت چین هستند. به عنوان مثال، در سال ۲۰۰۴، شرکت عربستان سعودی آرامکوی خارج از کشور نزدیک به ۱/۳ از ۳ میلیارد دلار بودجه مورد نیاز برای ساخت تأسیسات پتروشیمی در استان فوجیان در جنوب شرقی چین را سرمایه‌گذاری کرد که قرار است ۸ میلیون تن نفت خام عربستان را فرآوری کند. پس از تکمیل این پروژه، این پالایشگاه می‌تواند ظرفیت خود را سه برابر کند و توانایی پردازش نفت خام «distressed» عربستان را داشته باشد که در غیر این صورت نمی‌شد آن را در چین پالایش کرد. علاوه بر این، در سال ۲۰۰۶، چین و عربستان سعودی توافق کردند که به‌طور مشترک یک تأسیسات ذخیره نفت در جزیره هاینان چین بسازند و عربستان سعودی از شرکت‌های چینی برای مشارکت در توسعه زیرساخت‌ها به ارزش ۶۲۴ میلیارد دلار دعوت کرد. در ۶ آوریل ۲۰۱۲، سابک یک برنامه سرمایه‌گذاری جدید ۱۰۰ میلیون دلاری را برای راه‌اندازی یک مرکز فناوری جدید در منطقه کانگ شیائوی شانگهای اعلام کرد. سه روز قبل از آن در ۳ آوریل، سابک فاز دوم پروژه‌های ساخت و ساز کارخانه‌های پتروشیمی را در شهرهای تیانجین و چونگ کینگ، که بخشی از پروژه ۱۱ میلیارد دلاری با گروه دولتی سینوپک برای ادامه افزایش تولید در مجتمع‌های تولید پلی کربنات بود، راه‌اندازی کرد. علاوه بر شرکت‌های مرتبط با نفت، سایر شرکت‌های بزرگ سعودی - مانند سازمان سرمایه‌گذاری عمومی عربستان سعودی (SAGIA) و خطوط هوایی عربستان سعودی، دفاتری در چین ایجاد کرده‌اند. در سال ۲۰۰۶، عربستان سعودی ۱٫۱ میلیارد دلار در چین سرمایه‌گذاری کرد که اولین سرمایه‌گذاری قابل توجه از سال ۲۰۰۰ بود. به همین ترتیب، در سال ۲۰۰۶، بزرگ‌ترین تولیدکننده آلومینیوم چین - آلومینیوم چین (Chalco) با شرکت‌های سعودی برای ساخت یک تأسیسات آلومینیومی ۳ میلیارد دلاری در عربستان سعودی شریک شد. در سال ۲۰۰۹، شرکت راه‌آهن چین برنده مناقصه ۱٫۸ میلیارد دلاری برای ساخت مونوریل در مکه به عنوان راهی برای کمک به حمل و نقل زائران شد. در ماه می ۲۰۱۹، واردات نفت خام عربستان سعودی از چین ۴۳ درصد افزایش یافته‌است. این امر عربستان را به بزرگ‌ترین تأمین کننده نفت چین تبدیل کرده‌است.

## روابط نظامی
در حالی که روابط رسمی دیپلماتیک بین عربستان سعودی و چین تا دهه ۱۹۹۰ برقرار نشده بود، روابط دفاعی از قبل در دهه ۱۹۸۰ آغاز شد. زمانی که ایالات متحده از فروش مخازن سوخت دوربرد برای جنگنده‌های اف-۱۵ عربستان سعودی خودداری کرد، شاهزاده خالد بن سلطان برای خرید موشک‌های بالستیک به چین سفر کرد. عربستان سعودی در سال ۱۹۸۸ قراردادی با چین برای دستیابی به ۵۰ تا ۶۰ موشک بالستیک میان برد CSS-2 با قابلیت حمل بار هسته ای ترتیب داد. یکی از مفسران اظهار داشت: «چینی‌ها در اصل سعودی‌ها را فریب دادند تا یک سامانه موشکی قدیمی را بدون کلاهک هسته‌ای آن بخرند». پس از این تعامل، هیچ مدرک مستند دیگری از معاملات مشابه وجود ندارد. با این حال، گمانه زنی‌هایی وجود دارد که همکاری نظامی استراتژیک چین و عربستان همچنان رو به رشد بوده‌است. کارشناسان معتقدند چین بیش از هزار مشاور نظامی خود را در تأسیسات موشکی عربستان مستقر کرده‌است. گزارش‌های مطبوعاتی نشان می‌دهد که چین به عربستان سعودی فرصت خرید سامانه‌های موشکی مدرن را پیشنهاد داده‌است. (یعنی موشک‌های سوخت جامد CSS-5 با برد ۳۷۳ مایلی، موشک‌های بالستیک قاره‌پیمای CSS-2 با برد ۱۱۱۸ مایلی) چین یکی از معدود کشورهایی است که این نوع فناوری را عرضه می‌کند و به همین دلیل قادر به مطالبه کردن یک تراکنش نقدی است. عربستان سعودی آنها را برای اولین بار در سال ۲۰۱۴ به صورت عمومی به نمایش گذاشت